# Niebüll
Niebüll  (Nibøl en danois, Naibel en frison septentrional) est une ville allemande, située dans le Land de Schleswig-Holstein, dans l'arrondissement de Frise-du-Nord.

## Personnalités liées à ville
- Carl Ludwig Jessen (1833-1917), peintre né et mort à Deezbüll.
- Richard Haizmann (1895-1963), sculpteur mort à Niebüll.
- Carsta Löck (1902-1993), actrice née à Deezbüll.
- Hans Joachim Alpers (1943-2011), écrivain mort à Niebüll.